# Доктор Акаги
«Доктор Акаги» (яп. カンゾー先生  Kanzō-sensei) — японский трагикомедийный фильм 1998 года режиссёра Сёхэя Имамуры. Три премии  Японской киноакадемии, включая награду за лучшую мужскую роль (Акира Эмото).

## Сюжет
Фильм рассказывает о Фуу Акаги по прозвищу «Доктор Печень», враче на одном из островов Внутреннего Японского моря во время Второй мировой войны. Он вступает в конфликт с военными, пытаясь бороться с эпидемией гепатита, что кажется тем незначительной мелочью в сравнении с приближающимся поражением страны в боевых действиях. Сын доктора погиб на фронте от данной болезни, и Акаги даёт себе себе слово, что будет бороться с нею до конца своих дней.

## В ролях
- Акира Эмото — Фуу Акаги
- Кумико Асо — Соноко
- Жак Гамблен — Пит
- Томорово Тагути — Носака
- Юкия Китамура — Санкичи
- Миса Симидзу —  Джин
- Масато Ибу —  Икеда
- Синъя Ямамото — Окамото
- Маса Ямада — Масуё
- Хацуо Ямая — Хакамада
- Эри Ватанабэ — Йошико

## Восприятие
Портал Film.ru отмечает, что «отлично передан дух и антураж того тяжёлого времени», а также резюмирует: «Это изобретательная и красиво снятая добрая картина». Роджер Эберт оценил фильм на три звезды. Боб Грэм из San Francisco Chronicle посчитал «Доктора Акаги» экстраординарным фильмом, где фарс и боль удачно сочетаются, и которым Имамура вновь подтвердил статус «одного из великих гуманистов мирового кинематографа».